# Neopotamia
Neopotamia is een geslacht van vlinders van de familie bladrollers (Tortricidae), uit de onderfamilie Olethreutinae.

## Soorten
- N. angulata Kawabe, 1995
- N. armatana Kuznetsov, 1988
- N. calogona Diakonoff, 1973
- N. cathemacta Diakonoff, 1983
- N. cryptocosma Diakonoff, 1973
- N. divisa (Walsingham, 1900)
- N. formosa Kawabe, 1989
- N. glyceranthes (Meyrick, 1928)
- N. ioxantha (Meyrick, 1907)
- N. leucotoma Diakonoff, 1973
- N. ochracea (Walsingham, 1900)
- N. orophias (Meyrick, 1907)
- N. punctata Kawabe, 1989
- N. rubra Kawabe, 1992
- N. siamensis Kawabe, 1995
- N. taiwana Kawabe, 1992
- N. tornocroca Diakonoff, 1973